# Kennet Andersson
Bernt Kennet Andersson (Eskilstuna, Švedska, 6. listopada 1967.) je umirovljeni švedski nogometaš te ključni član švedske nogometne reprezentacije koja je osvojila brončanu medalju na Svjetskom prvenstvu u SAD-u 1994.

## Karijera

### Klupska karijera
Na klupskoj razini, Andersson je od značajnijih klubova igrao za IFK Göteborg, Lille, Bari, Bolognu, Lazio i Fenerbahče. Klupsku karijeru okončao je u švedskom Gårda BK, 2005. godine.
Od trofeja koje je osvojio tokom karijere posebice se ističu titule švedskog i turskog prvaka (IFK Göteborg 1990. i 1991. te Fenerbahče 2001.) Tijekom igranja u Italiji, s Bolognom je osvojio Intertoto kup 1998., dok je igrajući za Lazio osvojio europski Superkup.

### Reprezentativna karijera
Za švedsku nogometnu reprezentaciju, Kennet Andersson nastupao je 83 puta te postigao 31 gol, čime je postao najbolji reprezentativni strijalac u povijesti. Za Švedsku je nastupao 1994. na Svjetskom prvenstvu u SAD-u gdje je u borbi za treće mjesto Švedska svladala Bugarsku. Andersson je vodio švedsku reprezentaciju s 5 postignutih golova što mu je donijelo titulu trećeg najboljeg strijalca na prvenstvu. Na samome natjecanju, Andersson je bio posljednji strijalac prvenstva (u utakmici za treće mjesto), jer je u finalu nakon 0:0, naslov prvaka odlučen izvođenjem jedanaesteraca.
Također, za Švedsku je nastupao na Europskim prvenstvima 1992. u domovini (gdje je Švedska stigla do polufinala) i 2000. u Belgiji i Nizozemskoj.
Uz svjetsku broncu, Kennet Andersson je sa švedskom U-21 reprezentacijom 1992. osvojio i europsko srebro. 
Njegova velika fizička snaga davala mu je prednost u dvobojima u zraku, te je na Mundijalu u SAD-u bio poznat kao visoki napadač koji glavom zabija golove preko protivničkih obrambenih igrača. Tako je primjerice u četvrtfinalnoj utakmici protiv Rumunjske postigao značajni gol nadskočivši protivničkog vratara.

## Osvojeni trofeji

### Klupski trofeji
| Švedska      | Švedska           | Švedska      |
| Klub         | Trofej            | Godina       |
| ------------ | ----------------- | ------------ |
| IFK Göteborg | Švedsko prvenstvo | 1990., 1991. |
| IFK Göteborg | Švedski kup       | 1991.        |
| Italija      |                   |              |
| Bologna      | Intertoto kup     | 1998.        |
| Lazio        | Europski Superkup | 1999.        |
| Turska       |                   |              |
| Fenerbahče   | Tursko prvenstvo  | 2001.        |

### Reprezentativni trofeji
| Švedska                     | Švedska | Švedska |
| Natjecanje                  | Trofej  | Godina  |
| --------------------------- | ------- | ------- |
| U-21 Europsko prvenstvo     | Srebro  | 1992.   |
| Svjetskom prvenstvo u SAD-u | Bronca  | 1994.   |